# Un peccato
Un peccato è un brano musicale di Dolcenera, pubblicato il 28 agosto 2015 come quarto singolo estratto dal suo sesto album in studio Le stelle non tremano.

## Tracce
1. Un peccato – 3:12